# Integrated Conservation and Development Projects
Integrated Conservation and Development Projects ICDP (dt.: Integrierte Naturschutz und Entwicklungsprojekte) beschreibt einen theoretischen Ansatz des Internationalen Naturschutzes, mit dem Entwicklungspolitische Ansätze mit dem praktischen Biodiversitätsschutz zusammengebracht werden sollen. Diese Idee wurde in den USA in den 90er Jahren entwickelt und zielt auf eine Nachhaltige Entwicklung ab.
Heute sind die Praktiken des ICDPs Bestandteil der meisten großen Programme, z. B. des WWFs und vieler NGOs. 